# Czyściec leśny
Czyściec leśny (Stachys sylvatica L.) – gatunek rośliny należący do rodziny jasnotowatych. Czyściec leśny występuje na terenie Europy oraz obszarach Azji o umiarkowanym klimacie. W Polsce jest pospolity na całym niżu i w niższych położeniach górskich.

## Morfologia

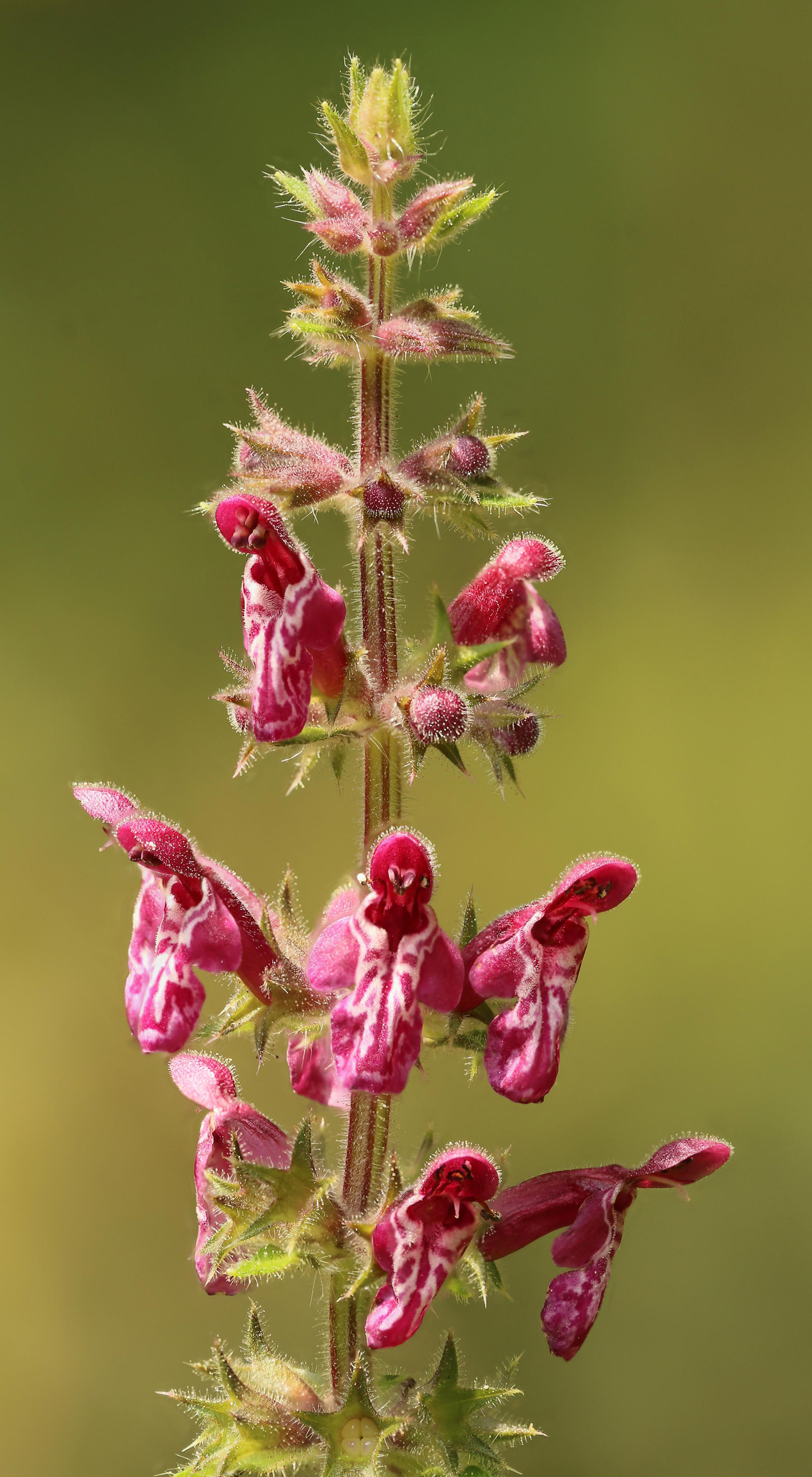
Kwiaty

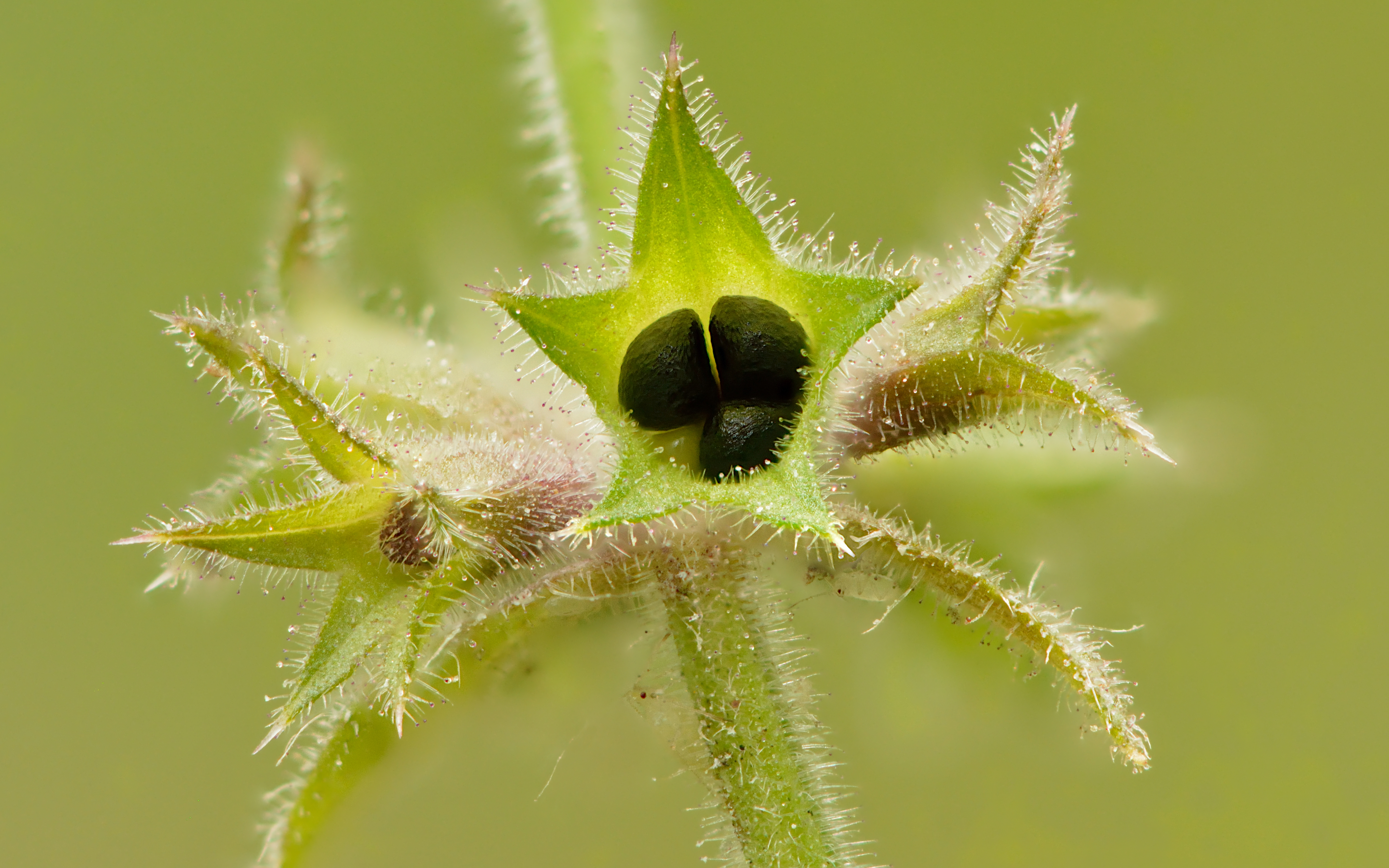
Owoce

PokrójRoślina wysokości do 1 m, o nieprzyjemnym zapachu.
ŁodygaRozgałęziona, czasem pojedyncza, prosto wzniesiona lub podnosząca się. Miękko owłosiona, w górnej części pokryta gruczołkami. Posiada pełzające kłącze oraz długie, podziemne rozłogi.
LiścieOgonkowe, ułożone nakrzyżlegle. Blaszka liściowa sercowata, zaostrzona, o grubo piłkowanym brzegu, obustronnie owłosiona.
KwiatyZebrane w grona na szczytach łodyg, złożone z 4–6 nibyokółków, osadzonych w kątach zielonych, równowąskich podsadek. Kwiaty ciemnokarminowe lub czerwonofioletowe. Kielich dzwonkowaty, o 5 ząbkach i 10 nerwach pokrytych gruczołkami. Korona dwuwargowa, górna warga niepodzielna, dwukrotnie krótsza od dolnej. Dolna warga złożona z trzech zaokrąglonych klap. Wewnątrz korony pojedynczy słupek z dwudzielnym znamieniem i 4 dwusilne pręciki. Kwitnie od czerwca do września. Kwiaty są wyraźnie przedprątne i zapylane przez owady, które roślina zwabia intensywną barwą kwiatów.
OwoceGładkie, trójkanciaste rozłupki, długości do 2 mm. Rozsiewane są przez wiatr i zwierzęta.

## Biologia i ekologia
Bylina, hemikryptofit. Rośnie przeważnie na obszarach o klimacie oceanicznym i suboceanicznym. W Polsce od niżu po regiel górny. Gatunek azotolubny, preferuje gleby świeże. Występuje w górskich olszynach, grądach i buczynach. W klasyfikacji zbiorowisk roślinnych gatunek charakterystyczny dla O. Fagetalia.